# Ole Nymoen
Ole Nymoen (* 1998) ist ein deutscher Podcaster, freier Journalist und Autor.

## Leben und Wirken
Nymoen erlangte das Abitur an einem deutsch-französischen Gymnasium. Danach begann er beim Rundfunk Berlin-Brandenburg eine Berufsausbildung zum Mediengestalter. Nymoen studierte anschließend Wirtschaftswissenschaften und Soziologie an der Friedrich-Schiller-Universität Jena. Das Studium beendete er mit einem Bachelorabschluss.
Nymoen war mehrmals Gast in Podcasts und Sendungen des öffentlich-rechtlichen Rundfunks. 2021 publizierte er zusammen mit Wolfgang M. Schmitt das Buch Influencer: Die Ideologie der Werbekörper, in dem sie das Geschäft und die gesellschaftliche Bedeutung der Influencer analysieren. 2024 veröffentlichten die beiden das Kinderbuch Die kleinen Holzdiebe und das Rätsel des Juggernaut.
2025 schrieb Nymoen mit Warum ich niemals für mein Land kämpfen würde ein Buch gegen den Wehr- und Kriegsdienst zur Debatte um die Wiedereinführung der Wehrpflicht nach dem russischen Überfall auf die Ukraine. Er verfasste Beiträge für die Wochenzeitung der Freitag und die Wirtschaftswoche.

## Podcasts
- Wohlstand für Alle (seit 2019 mit Wolfgang M. Schmitt): Als Motivation für die Gründung des Podcasts nannten beide in einem Interview 2020, dass wirtschaftliche Themen im linken Spektrum unterrepräsentiert seien und sie auch ein Gegengewicht zu „paranoiden Propheten“ bilden wollen, die auf Plattformen sehr hohe Klickzahlen erreichen. Als größtes Problem neoklassischer Volkswirtschaftslehre nannte Nymoen, dass diese den Kapitalismus enthistorisiere und naturalisiere. Deswegen wolle man auf die historischen Hintergründe der Wirtschaft blicken.[15]

- Das gute Leben mit Lensi und Ole: Am 29. Oktober 2024 erschienen die ersten beiden Folgen des mit Lensi Schmidt moderierten und durch Studio Rot produzierten Podcasts.[16]

## Schriften
- mit Wolfgang M. Schmitt: Influencer: Die Ideologie der Werbekörper. Suhrkamp, Berlin 2021, ISBN 978-3-518-07640-8.
- mit Wolfgang M. Schmitt: Die kleinen Holzdiebe und das Rätsel des Juggernaut. Insel Verlag, Berlin 2024, ISBN 978-3-458-64477-4.
- Warum ich niemals für mein Land kämpfen würde. Gegen die Kriegstüchtigkeit. Rowohlt, Hamburg 2025, ISBN 978-3-499-01755-1.